# Dreieck Norderelbe
Dreieck Norderelbed is een knooppunt in de Duitse deelstaat Hamburg
Op dit knooppunt in het zuiden van de stad Hamburg sluit de A255 aan op de A1 Heiligenhafen-Bremen.

## Richtingen knooppunt
| Aansluitende wegen                                       | Aansluitende wegen                                             | Aansluitende wegen | Aansluitende wegen | Aansluitende wegen |
| -------------------------------------------------------- | -------------------------------------------------------------- | ------------------ | ------------------ | ------------------ |
| richting HH-Centrum / - Veddel -Georgswerder / Freihafen |                                                                |                    |                    |                    |
|                                                          |                                                                |                    |                    |                    |
|                                                          | richting Dreieck HH-Südost / Lübeck A24 Berlijn A25 Geesthacht |                    |                    |                    |
|                                                          |                                                                |                    |                    |                    |
| richting HH-Stillhorn / Bremen A7 Hannover A39 Lüneburg  |                                                                |                    |                    |                    |